# Stéphane Hessel
Stéphane Hessel (Berlino, 20 ottobre 1917 – Parigi, 27 febbraio 2013) è stato un diplomatico, politico e scrittore tedesco naturalizzato francese, combattente nella Resistenza Francese durante la seconda guerra mondiale e deportato nel campo di concentramento di Buchenwald.

## Biografia

### Famiglia e formazione
Nato da genitori protestanti di famiglia di origine ebraica (ma ormai convertita al luteranesimo), Hessel arriva in Francia nel 1925. La madre pittrice ispira il personaggio di Catherine in Jules e Jim, la storia di una donna amata da due amici che François Truffaut porterà sullo schermo a partire dal romanzo autobiografico di Henri-Pierre Roché. Il padre Franz, che nel romanzo di Roché ispira il personaggio di Jules, è scrittore e traduttore, fra l'altro di Marcel Proust, e amico di Walter Benjamin. Naturalizzato francese nel 1937, diplomato all'Ecole Normale Supérieure di Parigi nel 1939, Hessel segue i corsi del filosofo Maurice Merleau-Ponty e legge Jean-Paul Sartre.

### Durante la seconda guerra mondiale
È arruolato e poi fatto prigioniero, riesce a evadere e a raggiungere la Francia libera del generale De Gaulle a Londra. Inviato in Francia nel 1944, è arrestato e deportato nel campo di concentramento di Buchenwald, dove nasconde la sua identità per sfuggire all'impiccagione. Evade di nuovo, viene ripreso, ma salta da un treno e si riunisce alle truppe americane. Dopo la liberazione collabora con Henri Laugier e partecipa alla stesura della Dichiarazione universale dei diritti dell'uomo.

## Impegno politico e sociale
Nominato "Ambasciatore di Francia" da François Mitterrand nel 1981, consacra gli anni della pensione alla militanza in favore dei sans-papiers e della causa palestinese, aderendo alla campagna per il boicottaggio dei prodotti israeliani. Per questo è duramente attaccato dallo storico neoconservatore Pierre-André Taguieff e accusato di antisemitismo.
Hessel ha risposto a questa accusa, così: 
Fu promosso nel 2006 Grand'Ufficiale della Legion d'onore.
In tutta la sua vita non ha mai trascurato l'impegno politico: nel 1985, ha sostenuto Michel Rocard; nel 2009 si è presentato nella lista di Europa Ecologia (Europe Écologie), pur restando membro del Partito socialista francese e infine ha sostenuto con impegno Martine Aubry di cui era amico.
Il 20 ottobre 2010 esce il piccolo libro (un pamphlet di 20 pagine circa) Indignez-vous ! (Indignatevi !) che ha venduto nella sola Francia più di 700 000 copie a gennaio 2011, divenendo un vero e proprio caso editoriale e politico. Il libretto ha avuto grande successo in tutto il mondo contribuendo anche al movimento giovanile degli Indignados e ispirando quello di Occupy Wall Street e provocando anche una risposta del politico e antifascista italiano, quasi coetaneo di Hessel, Pietro Ingrao, nel libro Indignarsi non basta.
Stéphane Hessel nel 2011 pubblica un altro libriccino, Impegnatevi!, e nel 2012 esce il libro vivete!; quest'ultimo tratta della riflessione sulla natura umana e della sua ambivalenza.
Nel 2012 pubblica An die Empörten dieser Erde! Vom Protest zum Handeln (Agli indignati di questa Terra!) «Agli indignati di questa Terra! reca l'ultima testimonianza di una vita fatta di impegno civile e passione. Una passione che, mai sopita nei caratteri più giovanili e istintivi, spesso travolge con la sua carica comunicativa l'oggetto e le modalità dell'impegno. Impegnarsi per cosa? e come? e perché? Spolverate dall'entusiasmo, queste domande restano senza una precisa risposta o svelano elementi di irresolutezza, indebolendo l'energia propulsiva iniziale. [… Hessel è comunque] riuscito dove molti non riescono, ha toccato con poche pagine il cuore dei giovani e li ha spinti a una mobilitazione contemporanea in varie parti del mondo, proprio in tempi in cui si rimprovera loro apatia e passività. Certo è facile scuotere gli animi con messaggi intrisi di romanticismo e perbenismo, ma Hessel, negli anni della retorica dei diritti, pur non essendone stato né il primo né l'ultimo predicatore, è stato colui le cui parole d'ordine hanno mosso migliaia di persone.» (Dalla Postfazione di Serena Sileoni)

## Morte
Il 27 febbraio 2013 muore durante la notte nel suo appartamento a Parigi, Ci sono stati subito elogi e apprezzamenti di tutto il mondo accademico e da varie testate giornalistiche internazionali e da vari scrittori tra cui il suo amico Edgar Morin con cui condivise la scrittura del libro Il cammino della speranza, ma anche autori italiani come la scrittrice sarda Michela Murgia:
 In Francia il presidente Hollande lo omaggia definendolo "uomo libero, grande francese" il 7 marzo si è tenuta una cerimonia nazionale in suo onore.

## Opere

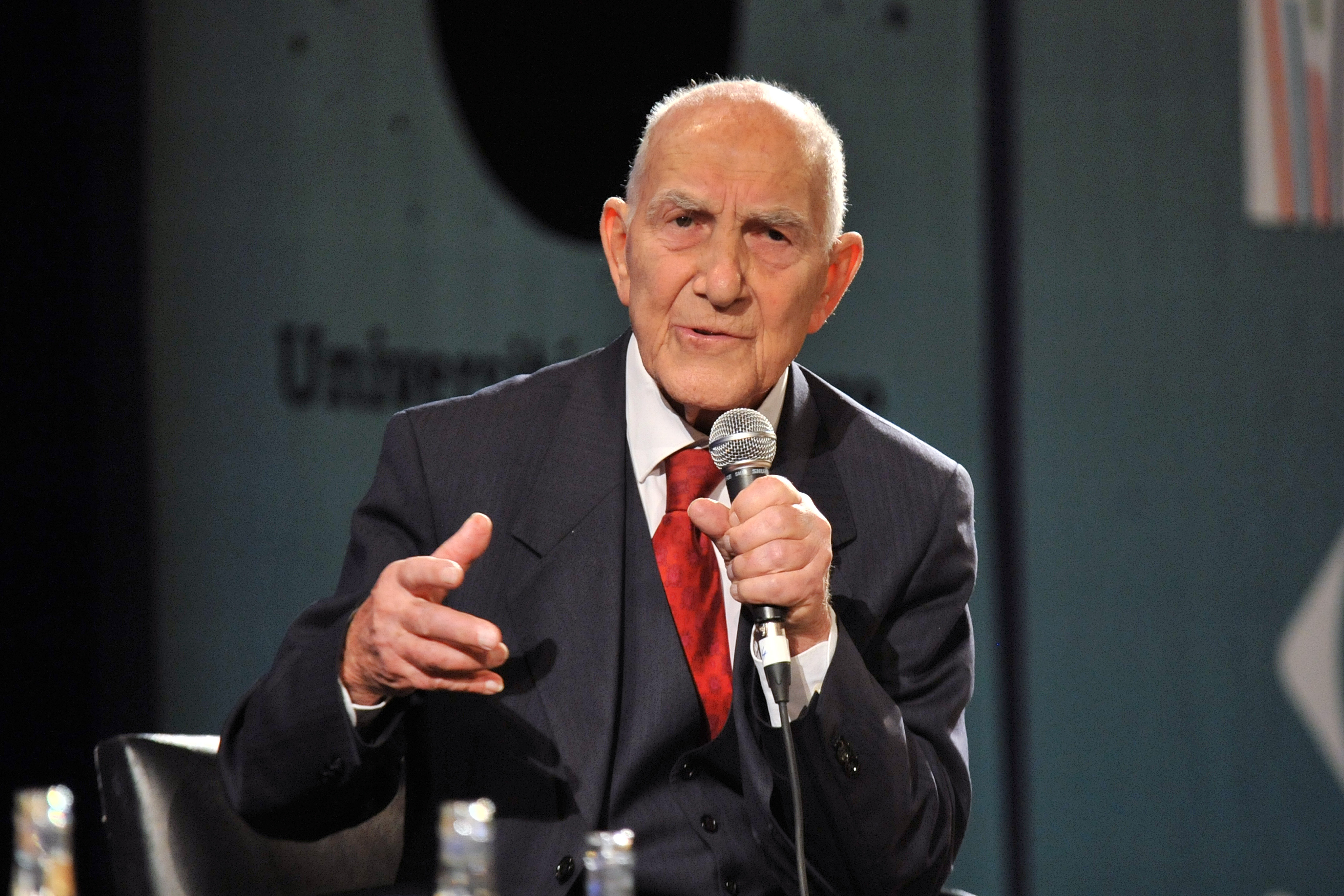
Hessel parla al 4° Forum della Earth University

- Danse avec le siècle, Seuil, 1997, Danza con il secolo (autobiografia), Add editore, 2011.
- Dix pas dans le nouveau siècle, Seuil, 2002.
- Ô ma mémoire: la poésie, ma nécessité (88 poesie commentate), Seuil, 2006; nuova ediz. 2010
- Citoyen sans frontières, dialoghi con Jean-Michel Helvig, Fayard, 2008, Dalla parte giusta, BUR, 2011
- Prefazione di Stéphane Hessel all'opera di Robin Walter, KZ Dora, volume 1, éditions Des ronds dans l'O[14], 2010; dove si ricorda il periodo della deportazione a Buchenwald e a Dora.
- Indignez-vous ! (Pour une insurrection pacifique), Indigène éditions, appartenente alla collana "Ceux Qui Marchent Contre Le Vent", Montpellier, ottobre 2010[15] Indignatevi!, Add editore, 2011.
- Tous comptes faits... ou presque, Libella, 2012, A conti fatti… o quasi, Bompiani, 2012
- Engagez-vous !, entretiens avec Gilles Vanderpooten, éditions de l'Aube, série « Conversation pour l'avenir », 2011, Impegnatevi!, Salani, 2011.
- Vivez !, entretiens avec Édouard de Hennezel et Patrice van Eersel, éditions Carnets Nord, 2012, Vivete!, Castelvecchi Editore, 2012.
- An die Empörten dieser Erde! Vom Protest zum Handeln, 2012; Agli indignati di questa Terra!, trad.it. Marco Miliozzi, Liberilibri, 2013.
- con Edgar Morin: Le chemin de l'espérance, Fayard, 2011, Il cammino della speranza, Chiarelettere, 2012
- Exigez !, Un désarmement nucléaire total, avec Albert Jacquard et l'Observatoire des armements, Stock, 2012, Esigete!, Ediesse, 2014
- ¡ No os rindáis !, Destino, 2013, Non arrendetevi!, con la collaborazione di Lluìs Urìa, Passigli, 2013